# Псевдогиперальдостеронизм
Псе́вдогиперальдостерони́зм (псевдоминералокортикоидный гипертензивный синдром, синдром кажущегося избытка минералокортикоидов) — редкая группа заболеваний, проявляющихся артериальной гипертензией, гипокалиемическим алкалозом, сниженным, нестимулируемым содержанием ренина и альдостерона в крови.

## Этиология и патогенез
Механизм развития этой патологии: альдостерон и кортизол имеют одинаковую афинность к минералокортикоидным рецепторам. При дефиците фермента 11-бета-гидроксистероидной дегидрогеназы, катализирующего превращение кортизола в его неактивный метаболит кортизон, происходит увеличение соотношения кортизол/кортизон и тетрагидрокортизол/тетрагидрокортизон в крови. Секреция кортизола значительно превышает секрецию альдостерона (до 200 раз). При фармакологическом подавлении 11-бета-гидроксистероидной дегидрогеназы или генетическом дефекте его образования происходит значительная активация минералокортикоидной активности кортизола с соответствующей клинической картиной. Данный синдром наблюдается при врождённых (семейных) дефектах фермента или в случае злоупотребления продуктами, содержащими глицирризиновую кислоту (содержится в корневищах солодки). Лакрица (солодка, жевательный табак, цукаты) подавляет активность 11-бета-гидроксистероидной дегидрогеназы. В подобных случаях прекращение приёма продуктов, содержащих лакрицу, способствует обратному развитию синдрома. При врождённых дефектах фермента рекомендуется приём дексаметазона, который подавляет продукцию эндогенного кортизола, устраняет гипокалиемию и гипернатриемию и способствует нормализации артериального давления. Положительный эффект оказывают также калийсберегающие диуретики (амилорид, спиронолактон).
Британским медиком Г. Лиддлом было описано редкое врождённое заболевание, клинические проявления которого похожи на гиперальдостеронизм. Оно было названо синдромом Лиддла. По механизму возникновения его относят к синдромам, имитирующим гиперальдостеронизм. Это наследственная аутосомнодоминантная форма артериальной гипертензии, вызванная увеличением объёма циркулирующей жидкости, усиленной реабсорбцией натрия в почечных канальцах при снижении калия, ренина и альдостерона в крови.